# Maušupīte
Maušupite ("Maušiån") är en biflod av Rojafloden i Talsi kommun.